# 島津信夫
島津 信夫（しまづ のぶお、1893年（明治26年）1月3日 - 1990年（平成2年）1月4日）は大正から昭和期の海軍軍人。正五位勲三等。最終階級は海軍大佐。
江田島海軍兵学校42期（大正2年・龍野中）。連合艦隊司令部付。中華民国国民政府軍事顧問。中華民国水路測量局軍事顧問。大日本武徳会弓道範士。播磨島津氏第29代当主。母は加西郡賀茂村山下（現在の加西市北条町山下）の中川八郎左衛門邦守の娘で、中川清秀の一族である。元阪神タイガースオーナー野田誠三の生家は中川家で、信夫の従兄弟である。

## 島津忠重との関係
同族の島津家宗家第30代当主・島津忠重（海軍少将、公爵）は海軍兵学校35期生（明治40年）で、信夫の先輩にあたる。忠重は第一艦隊軍艦香取から信夫に海軍兵学校入学祝いの手紙を送っている。忠重からは相当の手紙をもらったが、ほとんど人に贈ったり失くしたりしたようである。しかし、この入学祝の手紙だけは終生大事に保管したという。

## 経歴
- 1929年11月 - 駆逐艦「榊」艦長就任[1]。
- 1936年 - 宮内省主催朝日新聞社後援紀元二千六百年記念橿原神宮弓道大会出場。
- 1937年11月5日 - 空母「鳳翔」副長就任。
- 1943年11月4日 - 給油艦「洲埼」艦長就任。
- 1946年 - 終戦後は郷里龍野揖保上に帰り、余生を送る。